# Орден «За заслуги» (Франція)
Національний орден «За заслу́ги», також орден Заслу́г (фр. L'Ordre national du Mérite) — національний орден Франції. Започаткований декретом від 3 грудня 1963 року президентом Франції генералом де Голлем як заміна численних відомчих орденів заслуг.
Орденом можуть нагороджуватись французькі громадяни, за значні громадянські та військові заслуги, які у той самий час є недостатніми для нагородження орденом Почесного легіону. Орденом можуть нагороджуватись також й іноземці. Рішення про нагородження приймає прем'єр-міністр Франції, який є Гросмейстером ордена, за поданням уряду. Прем'єр-міністр Франції стає кавалером Великого хреста після 6 місяців діяльності на своєму посту.
Великий канцлер ордена Почесного легіону також є і канцлером ордена Заслуг.
Орден заслуг є четвертою за значимістю нагородою Франції після ордена Почесного легіону, ордена Звільнення та військової медалі.
27 липня 1972 року було створено Товариство взаємодопомоги членам Національного ордена Заслуг, перейменоване 26 жовтня 1974 року на Асоціацію членів Національного ордена Заслуг.

## Скасовані ордени
Під час започаткування ордена Заслуг були скасовані такі відомчі й колоніальні нагороди:
- Орден Соціальних заслуг (фр. L'Ordre du Mérite social), започаткований у 1936 році;
- Орден Охорони здоров'я (фр. L'Ordre de la Santé publique), започаткований у 1938 році;
- Орден Торгових і Промислових заслуг (фр. L'Ordre du Mérite commercial et industriel), започаткований у 1939 (1961);
- Орден Туристичних заслуг (фр. L'Ordre du Mérite touristique), започаткований у 1949 році;
- Орден Ремісничих заслуг (фр. L'Ordre du Mérite artisanal), започаткований у 1948 році;
- Орден Заслуг перед ветеранами (фр. L'Ordre du Mérite combattant), започаткований у 1953 році;
- Орден Поштових заслуг (фр. L'Ordre du Mérite postal), започаткований у 1953 році;
- Орден Народного господарства (фр. L'Ordre de l'Économie nationale), започаткований у 1954 році;
- Орден Спортивних заслуг (фр. L'Ordre du Mérite sportif), започаткований у 1956 році;
- Орден Військових заслуг (фр. L'Ordre du Mérite militaire), започаткований у 1957 році;
- Орден Трудових заслуг (фр. L'Ordre du Mérite du Travail), започаткований у 1957 році;
- Орден Цивільних заслуг (фр. L'Ordre du Mérite civil), започаткований у 1957 році;
- Орден Саха́рських заслуг (фр. L'Ordre du Mérite saharien), започаткований у 1958 році;
- Орден Чорної зірки (фр. L'Ordre de l'Étoile noire), започаткований у 1889 році;
- Орден Зірки Анжуана (фр. L'Ordre de l'Étoile d'Anjouan), започаткований у 1874 році;
- Орден Нішан-ель-Ануар (фр. L'Ordre du Nichan el Anouar), започаткований у 1887 році.

## Ступені
Орден Заслуг має п'ять ступенів:
 Кавалер Великого хреста (фр. Grand'croix) — знак ордена на широкій стрічці через праве плече й золота зірка на лівому боці грудей;
 Великий офіцер (фр. Grand officier) — знак ордена на стрічці з розеткою на грудях і срібна зірка на правому боці грудей;
 Командор (фр. Commandeur) — знак ордена на шийній стрічці;
 Офіцер (фр. Officier) — знак ордена на стрічці з розеткою на грудях;
 Кавалер (фр. Chevalier) — знак ордена на стрічці на грудях.

## Знаки ордена

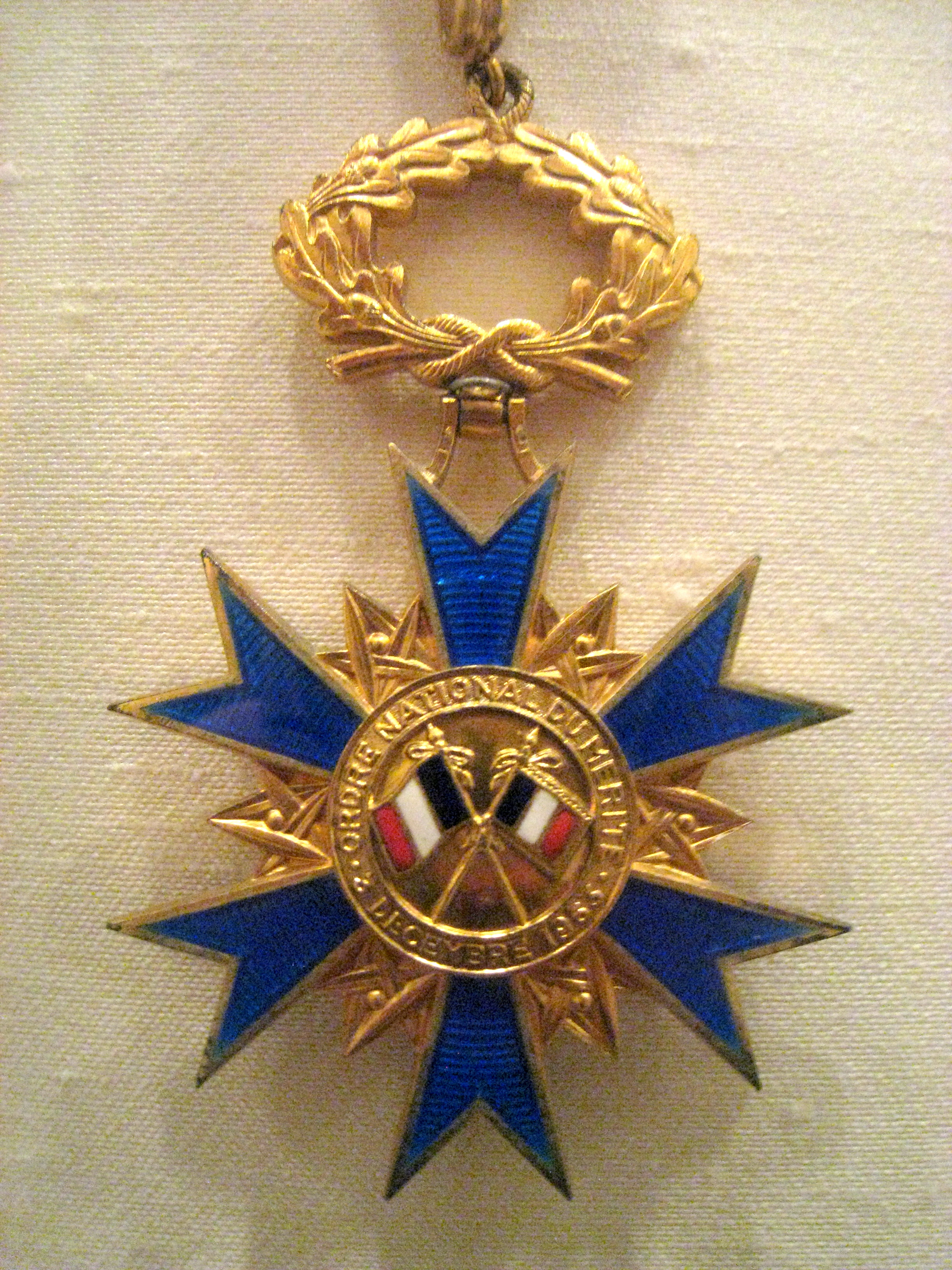
Знак ордена, реверс

Знак — шести кінцевий хрест з роздвоєними кінцями, вкритий синьою емаллю. Між плечима хреста листя лавра, що утворюють гострокутні промені. У центральному медальйоні з лицьового боку зображення голови Маріанни, що символізує собою Французьку Республіку, оточеної написом «République Française»; зі зворотного боку — два перехрещених французьких прапори, вкритих емалями, й оточених назвою ордена і датою його започаткування. Хрест підвішений до лаврового вінця, який через кільце кріпиться до стрічки. Знаки перших чотирьох ступенів — позолочені, а знак кавалера — срібний. Діаметр знака кавалера Великого хреста — 70 мм, командора — 60 мм, великого офіцера, офіцера й кавалера — 40 мм.
Зірка — дванадцятикінцевий хрест, з роздвоєними кінцями, без емалі. Кінці променів увінчані кульками. Між плечима хреста гострокутні промені, вкриті синьою емаллю. У центральному медальйоні — зображення голови Маріанни й колом, на синьому емальованому полі, напис «République Française / Ordre national du Mérite». Медальйон оточений лавровим вінцем. Зірка кавалера Великого хреста — позолочена, Великого офіцера — срібна. Діаметр зірки — 90 мм.
До 1980 року зірка Великого офіцера була без емалевого покриття.
Стрічка ордена — муарова, синя («колір Франції», фр. bleu de France). Ширина стрічки кавалера Великого хреста — 100 мм, командора — 40 мм, великого офіцера, офіцера й кавалера — 37 мм.
Для носіння на повсякденному цивільному вбранні передбачені розетки з орденської стрічки (діаметром 6 мм), а на мундирі — планки.

## Обмеження числа нагородженних
З метою підняття престижу та значимості нагороди декретом від 12 лютого 2009 року були затверджені такі знижені норми нагородження орденом Заслуг упродовж 2009—2011 років:
| Цивільних:            | Військових:           |
| Великого хреста — 6   | Великого хреста — 5   |
| Великих офіцерів — 12 | Великих офіцерів — 12 |
| Командорів — 140      | Командорів — 95       |
| Офіцерів — 720        | Офіцерів — 470        |
| Кавалерів — 3400      | Кавалерів — 1800      |

Станом на 31 грудня 2010 року в ордені перебувало:
- Кавалерів Великого хреста — 138
- Великих офіцерів — 310
- Командорів — 5295
- Офіцерів — 32140
- Кавалерів — 153590

## Нагороджені
Серед кавалерів Великого хреста ордена:
- Едуар Балладюр
- Жак Ширак
- Жак-Ів Кусто
- Валері Жискар д'Естен
- Ален Жюппе
- Ліонель Жоспен
- Ніколя Саркозі
- Домінік де Вільпен
- Ігор Воронченко [3]